# 深圳地下鉄

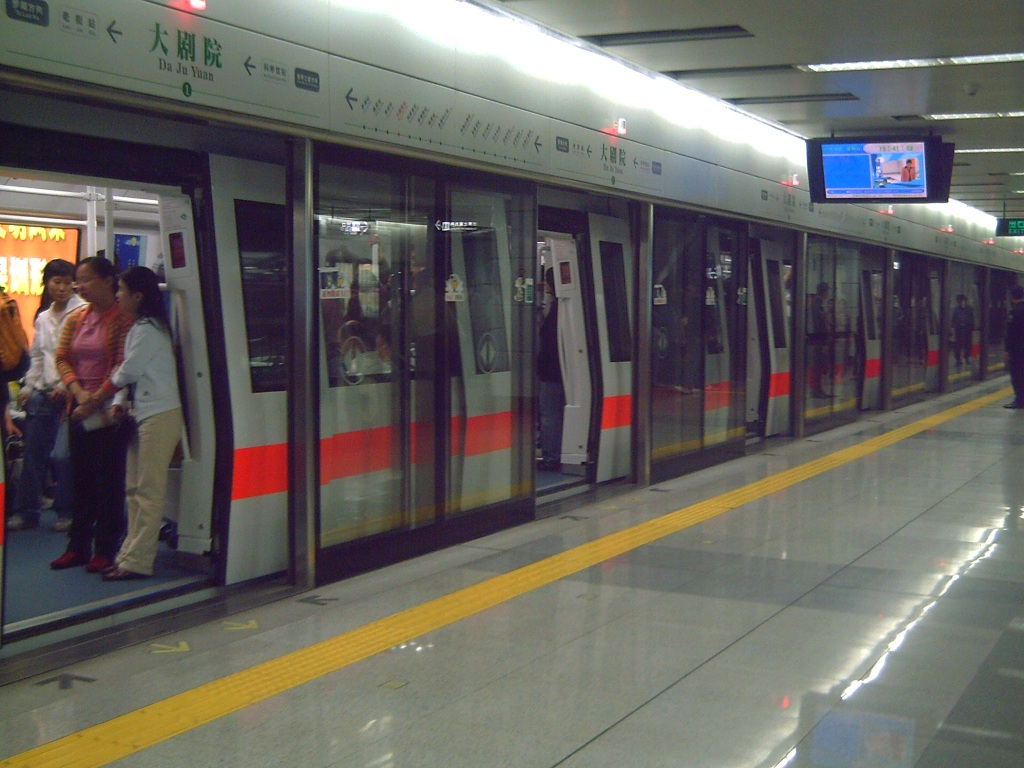
停車中の羅宝線電車

深圳地下鉄（しんせんちかてつ）は、中華人民共和国広東省深圳市で運行される地下鉄ネットワーク。
深圳市最初の国家重要プロジェクトとして1999年に着工、2004年12月に営業開始し、北京、天津、上海、広州に続く中国で5番目の都市地下鉄ネットワークを形成した。2023年12月末の時点は1号線、2号線、3号線、4号線、5号線、6号線、7号線、8号線、9号線、10号線、11号線、12号線、13号線、14号線、16号線、20号線、の16路線、369駅が供用され、営業総キロは583.4キロメートルが整備されている。

## 沿革

### 計画
外部からの流入人口の増大に伴い深圳市の交通網は限界を迎え市内は慢性的な渋滞に悩まされることとなった。深圳市は1993年に「深圳市城市鉄路客運系統（地鉄）建設領導小組弁公室」を設置、深圳市の公共交通網整備計画を推進した。
1998年5月、国家計画委員会は深圳と香港間の羅湖及び皇崗を連絡する軌道工事の建議書が提出、認可され、「深圳地下鉄第1期工事」プロジェクトが始動、同年7月に建設領導小組弁公室が廃止され深圳市地鉄有限公司が成立、翌月には第1期工事の可否に関する審議会報告書が提出された。

### 着工から第1期区間開業まで
深圳地下鉄第1期工事は市民中心駅を実験駅として1998年12月28日に着工、翌年3月までに各施設の工事が開始し2003年夏に完成、2004年12月28日17時、当初の予定より半年遅れて試験営業を開始した。試験営業は2006年6月30日に終了し、翌日より正式に営業開始された。
第1期区間は1号線（世界之窓 - 羅湖）及び4号線（少年宮 - 福民）であった。香港との国境連絡の問題により、4号線の皇崗駅は開業が遅れたが、2007年7月1日に延伸開業した。同年8月15日に福田口岸国境検査場の運用が開始されると、香港側の東鉄線落馬洲駅との徒歩連絡が可能になった。

### 路線名称変更
深圳市規画局は2008年4月23日に「深圳地下鉄の路線名を数字名から中国語名に変更」を発表し、下表のとおり路線名称が変更された。これは、香港や東京、シンガポールの都市鉄道で採用されている命名規則に倣い、深圳市の計画路線が中国語表記になったことにより変更したものである。
- 2008年から2013年までの路線名（当時は11号線は未開業）

| 現名称 | 1号線   | 2号線   | 3号線   | 4号線   | 5号線   |
| 旧名称 | ■羅宝線 | ■蛇口線 | ■竜崗線 | ■竜華線 | ■環中線 |

しかし、2011年に地下鉄の第2期区間が開業した後、地下鉄の路線に数字名を採用するよう大量の抗議が殺到した。そのため2013年1月5日に行われた交通建設指揮部第18回会議により、路線の識別と記憶を容易にするために、新規路線の名称は数字名称に統一し、既に開業している5路線は数字名と中国語名の双方を表記することにした。
2013年10月17日、公式ブログ（微博）において、路線名を数字名に戻すと発表があった。しかしながら、このように路線表記を短期間で頻繁に変更することは朝令暮改であり、多額の費用を浪費したとの批判がある。

### 第2期区間開業
2011年6月、夏季ユニバーシアード大会に合わせ第2期工事区間の開業が行われ、6月28日までに第2期区間の全線が開業した。

## 路線
- 4号線は2010年7月1日から港鉄軌道交通（深圳）が運営しており、車内放送も港鉄（香港MTR）に準じている。また、13号線も2024年12月28日から同社が運営しており、車内放送も同様である。

|    |           |          |                     |      |          |                |        |        |
| 色 | 路線名    | 漢字名   | 営業区間            | 駅数 | 営業キロ | 開業日         | 車両長 | 編成数 |
|    | 1号線     | 羅宝線   | 羅湖 - 機場東       | 30駅 | 40.9km   | 2004年12月28日 | 22m    | 6両    |
|    | 2号線     | 蛇口線   | 赤湾 - 蓮塘         | 32駅 | 39.8km   | 2010年12月28日 | 22m    | 6両    |
|    | 3号線     | 龍崗線   | 坪地六聯 - 福保     | 38駅 | 52.3km   | 2010年12月28日 | 19m    | 6両    |
|    | 4号線     | 龍華線   | 福田口岸 - 牛湖     | 23駅 | 31.3km   | 2004年12月28日 | 22m    | 6両    |
|    | 5号線     | 環中線   | 黄貝嶺 - 赤湾       | 34駅 | 47.35km  | 2011年6月22日  | 22m    | 6両    |
|    | 6号線     | 光明線   | 科学館 - 松崗       | 27駅 | 49.65km  | 2020年8月18日  | 22m    | 6両    |
|    | 6号線支線 |          | 光明 - 深理工       | 4駅  | 6.13km   | 2022年11月28日 | 19m    | 6両    |
|    | 7号線     | 西麗線   | 太安 - 深大麗湖     | 29駅 | 32.3km   | 2016年10月28日 | 22m    | 6両    |
|    | 8号線     | 塩田線   | 蓮塘 - 小梅沙       | 11駅 | 20.4km   | 2020年10月28日 | 22m    | 6両    |
|    | 9号線     | 梅林線   | 前湾 - 文錦         | 32駅 | 36.18km  | 2016年10月28日 | 22m    | 6両    |
|    | 10号線    | 坂田線   | 双擁街 - 福田口岸   | 24駅 | 29.3km   | 2020年8月18日  | 22m    | 8両    |
|    | 11号線    | 機場線   | 華強南 - 碧頭       | 21駅 | 57.3km   | 2016年6月28日  | 22m    | 8両    |
|    | 12号線    | 南寶線   | 左砲台東 - 松崗     | 39駅 | 48.6km   | 2022年11月28日 | 22m    | 6両    |
|    | 13号線    | 石岩線   | 深圳湾口岸 - 高新中 | 7駅  | 6.4km    | 2024年10月28日 | 22m    | 8両    |
|    | 14号線    | 東部快線 | 崗廈北 - 沙田       | 18駅 | 50.34km  | 2022年10月28日 | 22m    | 8両    |
|    | 16号線    | 竜坪線   | 大運 - 田心         | 24駅 | 29.2km   | 2022年12月28日 | 22m    | 6両    |
|    | 20号線    | 福永線   | 機場北 - 会展城     | 5駅  | 8.43km   | 2021年11月28日 | 22m    | 8両    |

## 乗車券

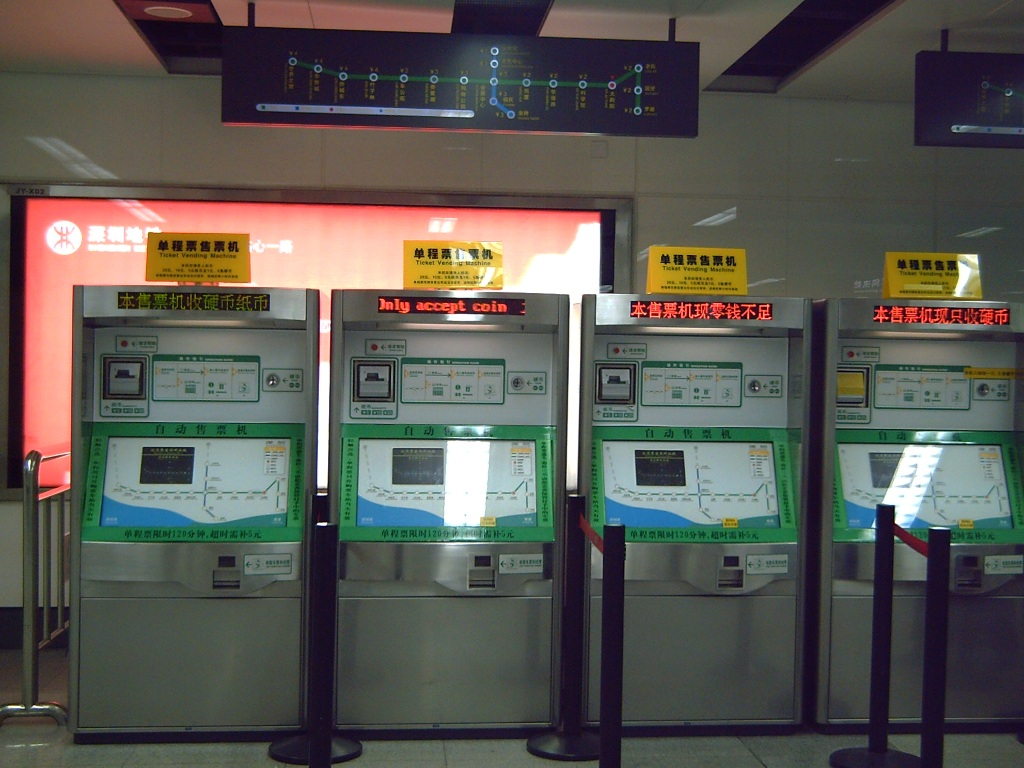
トークン（切符にあたる）自動販売機

### 料金体系
初乗りは2元で、4kmまで乗車できる。4kmから12kmまでは4km毎に、12kmから24kmまでは6km毎に1元が加算される。24km以上は8km毎に1元が加算される。乗車駅から下車駅までの間に経路が複数ある場合は、最短経路となる距離で運賃が計算される。
11号線（機場線）の碧頭寄り2両に連結されているビジネスシート（商務車）に乗車する際は、着席料金として乗車区間の2倍の運賃が別途必要である。
地下鉄構内の時間制限は210分（3時間30分）であり、時間超過後に入場していた場合は出場時に最高運賃（14元）が科される。
| キロ程     | 運賃（人民元） |
| ---------- | -------------- |
| 初乗り4km  | 2              |
| 4 - 8 km   | 3              |
| 8 - 12 km  | 4              |
| 12 - 18 km | 5              |
| 18 - 24 km | 6              |
| 24 - 32 km | 7              |
| 32 - 40 km | 8              |
| 40 - 48 km | 9              |
| 48 - 56 km | 10             |
| 56 - 64 km | 11             |
| 64 - 72 km | 12             |
| 72 - 80 km | 13             |
| 80 - 88 km | 14             |

### 単程票と深圳通
乗車券は日本の地下鉄やJRのような紙の乗車券ではなく、「単程票」と呼ばれる緑色のトークン（ビジネスシートに乗車できるトークンは黄色）を自動販売機で購入する。このトークンは、SuicaやPASMOカードと同じく非接触型IC技術が採用されており、改札口の指定の場所にこのトークンをかざして入場する。出場する際は改札のICトークン投入口にトークンを投入するとゲートが開き、駅を出ることができる。
また料金追加チャージ可能な「深圳通（Shenzhen Tong）」と呼ばれるクレジットカード・サイズの非接触型ICカードを、デポジットを支払うことで購入でき（特定駅の専用ブースや専用自販機にて販売され窓口では購入不可）、このカードでも入出場が可能。券売機は1元コインと5元札のみ使用できるが、市場に出回っている5元札は摩耗が激しく認識しないことも多いため、短期旅行者であっても深圳通の利用が推奨される。
自動改札のゲートは、日本のように進行方向に開くのではなく、進行方向に向かって直角かつ垂直に（ちょうど高速道路のETCゲートのように）開く。その動作スピードは日本の自動改札より若干遅く、1人通過するごとに毎回ゲートが閉じようとするため、通過する際にはタイミングが合わず、入出場者がつかえていることがある。

## 保安検査
乗車時には手荷物のX線チェックが必須となっている。改札口やサービス窓口、一部の券売機は保安検査場の先に配置されている。また乗換駅通路での身分証確認を行うこともある。

## 駅名の英文表記
深圳地下鉄の駅名の英文表記は漢語拼音表記（「科学館」の場合「Science Museum」ではなく「Ke Xue Guan」）であったが、現在は英語表記の駅名表示が使用されている。車内の旅客案内装置では漢字文化圏以外の乗客への便宜を図るため、旧来より「Ke Xue Guan, means Science Museum」の様に漢語|拼音表記の後ろに駅名の意味を添えて放送されている。